# A miało być tak pięknie (album Michała Łanuszki)
A miało być tak pięknie – drugi album Michała Łanuszki wydany w kwietniu 2013 nakładem wydawnictwa My Music. Album zrealizowano wyłącznie przy użyciu analogowych urządzeń w Studio 7 w Piasecznie.

## Lista utworów
| 1.  | „Jeszcze jeszcze” (sł. Wanda Majer-Pietraszak)              | 3:14  |
|     |                                                             |       |
| 2.  | „Kiedy już koniec” (sł. Maciek Froński)                     | 3:46  |
|     |                                                             |       |
| 3.  | „A miało być tak pięknie” (sł. Michał Kuźmiński)            | 3:50  |
|     |                                                             |       |
| 4.  | „Kutno na smutno” (sł. Michał Kuźmiński)                    | 2:53  |
|     |                                                             |       |
| 5.  | „Wyspy Szczęśliwe” (sł. Konstanty I. Gałczyński)            | 3:48  |
|     |                                                             |       |
| 6.  | „Deszczówna” (sł. Anna Piżl)                                | 3:30  |
|     |                                                             |       |
| 7.  | „Minutowa dwupłaszczyznowa” (sł. Michał Kuźmiński)          | 1:32  |
|     |                                                             |       |
| 8.  | „Koncert na oboje” (sł. Michał Kuźmiński)                   | 3:58  |
|     |                                                             |       |
| 9.  | „Szata niebios” (sł. William B. Yeats, tł. Leszek Engelkin) | 3:33  |
|     |                                                             |       |
| 10. | „Półmrok” (sł. Robert Kasprzycki)                           | 7:33  |
|     |                                                             |       |
|     |                                                             | 37:37 |
|     |                                                             |       |

## Personel[3]
- Michał Łanuszka – kompozycje, głos, gitara, aranżacje
- Szymon Madej – perkusja, instrumenty perkusyjne, aranżacje
- Paweł Wszołek – gitara basowa, aranżacje
- Błażej Domański – realizacja, miks, mastering, produkcja, aranżacje
- Kamil Łanuszka – pogwizdywania
- Adam Golec – zdjęcia